# Terrestrisuchus
Terrestrisuchus – rodzaj niewielkiego krokodylomorfa z grupy Sphenosuchia żyjącego w późnym triasie na obecnych terenach Europy. Jego szczątki zostały odkryte wiosną 1952 roku w kamieniołomie Pant-y-ffynon w Glamorgan w południowo-zachodniej Walii i opisane przez P. J. Crusha w 1984 roku. Holotypem jest niemal kompletny szkielet (P.47/21) i jego odcisk (P.47/22). Skały, w których odnaleziono skamieniałości oceniono na przedretyckie. Terrestrisuchus był niewielkim zwierzęciem – mierzył poniżej 80 cm długości. Miał krótki tułów, długie proste kończyny ustawione pod tułowiem oraz długi ogon. Obręcz miedniczna znajdowała się wyżej niż barkowa. Zarówno kończyny przednie, jak i tylne były palcochodne. Crush nie był pewien, czy skamieniałości należały do osobników młodocianych, czy reprezentowały gatunek małych krokodylomorfów, jednak drugą spośród tych teorii uznał za bardziej prawdopodobną. Według Davida Allena odnalezione okazy Terrestrisuchus gracilis to osobniki zmarłe przed osiągnięciem dojrzałości. Allen stwierdził, że należą one do tego samego gatunku co Saltoposuchus connectens, znany jedynie ze skamieniałości osobników dorosłych, a Terrestrisuchus uznał za młodszy synonim rodzaju Saltoposuchus. Analiza histologiczna kości Terrestrisuchus sugeruje, że rósł on stosunkowo szybko jak na przedstawiciela Crurotarsi – tempo jego wzrostu jest porównywalne z występującym u krokodyli, jednak niższe niż u dinozaurów.
Nazwa gatunku typowego rodzaju, Terrestrisuchus gracilis, oznacza „kruchy lądowy krokodyl” i odnosi się do kruchej budowy zwierzęcia oraz lądowego trybu życia wczesnych krokodylomorfów.